# Клещевой энцефалит
Клещевой энцефалит (весенне-летний клещевой менингоэнцефалит, клещевой вирусный энцефалит, КВЭ) — природно-очаговая вирусная инфекция, вызывающая лихорадку, интоксикацию и поражение серого вещества головного мозга и/или оболочек головного и спинного мозга (менингит, менингоэнцефалит, энцефаломиелит). Заболевание может привести к стойким неврологическим и психиатрическим осложнениям и даже к смерти заражённого. Люди и животные заражаются энцефалитом через укусы иксодовых клещей.
Носителями вируса по статистике являются шесть клещей из ста (при этом заболеть от заражённой особи могут от 2 до 6 % укушенных людей) в зависимости от региона.

## Историческая справка
Первое клиническое описание дал советский исследователь А. Г. Панов в 1936 году.
В 1937–38 гг. комплексными экспедициями Л. А. Зильбера, Е. Н. Павловского, А. Смородинцева и других учёных были подробно изучены эпидемиология, клиническая картина и профилактика данного заболевания. В ходе экспедиции установили, что на Дальнем Востоке вспышки энцефалита возникают ранней весной, когда ещё не летают кровососущие насекомые. Участники экспедиции сажали голодных клещей на мышей, у которых проявился позже признак энцефалита — паралич.
Вирус клещевого энцефалита впервые выделен в 1937 году Львом Зильбером с сотрудниками из мозга умерших, крови и ликвора больных, а также от иксодовых клещей и диких позвоночных животных Дальнего Востока.

## Мифы о клещевом энцефалите
Учащение с 1930-х случаев клещевого энцефалита из-за укусов клещей в СССР и России  породило миф об аномальном распространении энцефалитного клеща вследствие биологических опытов «японской военщины» в 1930-х гг., когда происходили советско-японские пограничные конфликты. Современная наука объясняет усиление инфекционной опасности клеща в Сибири и европейской России влиянием глобальных климатических изменений.

## Этиология и эпидемиология

Распространение клещевого энцефалита

Вирус клещевого энцефалита — нейротропный, РНК-содержащий. Относится к роду Flavivirus, входит в семейство Flaviviridae экологической группы арбовирусов. Возбудитель способен длительно сохранять вирулентные свойства при низких температурах, но нестоек к высоким температурам (при кипячении погибает через 2–3 мин), дезинфицирующим средствам и ультрафиолетовому излучению. Основным резервуаром, поддерживающим существование возбудителя, являются иксодовые клещи — Ixodes persulcatus (преимущественно в азиатском регионе России) и Ixodes ricinus (преимущественно в европейском регионе). 
Вирус циркулирует в природных очагах, охватывающих обширную географическую зону от Северной и Восточной Азии через Россию до Северной и Центральной Европы. Заболевание также регистрируется на юге Балканского полуострова, в Турции, Греции, Италии и Северной Африке. Выявлен в 27 европейских странах. Наиболее высокая ежегодная заболеваемость (5–18,6 случаев на 100 000 населения) наблюдается в Чехии, странах Балтии и Словении. Существуют данные о недоучете случаев энцефалита в различных европейских странах. 
Традиционные российские районы распространения клещевого энцефалита — Сибирь, Урал, Дальний Восток. В то же время случаи заражения встречаются и в средней полосе России, Северо-Западном регионе, Поволжье. 
Естественным резервуаром вируса и его источником являются более 130 видов различных теплокровных диких и домашних животных и птиц, в частности, дикие копытные. Клещи заражаются от животных-носителей вируса и передают вирус другим животным и человеку.
Для заболевания характерна строгая весенне-летняя сезонность заболевания, соответствующая активности клещей.
Пути передачи: трансмиссивный (присасывание клеща), редко — алиментарный (употребление в пищу сырого молока коз и коров). Передача от человека к человеку невозможна.
К 2010-м годам в сравнении с 1950–1970-ми годами на большей части территории России изменился подтип вируса клещевого энцефалита — дальневосточный подтип практически вытеснен сибирским подтипом вируса, среди популяции носителей вируса  сибирский подтип встречается в 95%–100% случаев в разных регионах.

### Пищевой путь передачи
Пищевой путь передачи клещевого энцефалита реализуется через употребление непастеризованных молочных продуктов от инфицированных животных. Исследование, проведенное во Франции, выявило неожиданно высокую серопревалентность к вирусу клещевого энцефалита у крупного рогатого скота в исторически эндемичном районе. В отдельных зонах исследования серопревалентность достигала 92,1% (89 из 92 обследованных животных), в то время как общий показатель составил 57,6% (198 из 344 животных). Высокая распространенность вируса среди сельскохозяйственных животных подчеркивает потенциальный риск алиментарного заражения для человека, особенно учитывая, что даже у молодых животных (в возрасте от одного года до трех лет) серопревалентность превышала 45% (из 91 обследованной особи). Эти данные  контрастируют с относительно низкой заболеваемостью клещевым энцефалитом у людей во Франции, что может указывать на недостаточный учет случаев заражения пищевым путем.  
У людей доля случаев клещевого энцефалита, связанных с алиментарным путем, составляет от 2% до 5% от общего числа зарегистрированных случаев, при этом в некоторых регионах во время эпидемических вспышек этот показатель может значительно увеличиваться.

## Патогенез
Человек заражается при укусе инфицированными клещами. Первичная репродукция вируса происходит в макрофагах, на этих клетках происходит адсорбция вируса, рецепторный эндоцитоз, «раздевание» РНК. Затем в клетке начинается репликация РНК и белков капсида, формируется зрелый вирион. Путём почкования через модифицированные мембраны эндоплазматического ретикулума вирионы собираются в везикулы, которые транспортируются к наружной клеточной мембране и покидают клетку. Наступает период вирусемии, вторичная репродукция происходит в регионарных лимфоузлах, в клетках печени, селезёнки и эндотелия сосудов, затем вирус попадает в двигательные нейроны передних рогов шейного отдела спинного мозга, клетки мозжечка и мягкой мозговой оболочки.
Заражение также возможно при попадании биологических жидкостей заражённого клеща в рану или слизистые оболочки (при расчёсах, раздавлении клеща руками и т. д.), а также при употреблении сырого молока восприимчивых животных, в частности заражённых коров, коз после укуса их заражённым клещом.

## Патоморфология
При микроскопии обнаруживается гиперемия и отёк вещества мозга и оболочек, инфильтраты из моно- и полинуклеарных клеток, мезодермальная и глиозная реакции.
Воспалительно-дегенеративные изменения локализуются в передних рогах шейной части спинного мозга. Характерны деструктивные васкулиты, некротические очажки и точечные геморрагии. Для хронической стадии клещевого энцефалита типичны фиброзные изменения оболочек головного мозга с образованием спаек и арахноидальных кист, выраженная пролиферация глии. Самые тяжелые, необратимые поражения возникают в клетках передних рогов шейных сегментов спинного мозга.

## Профилактика
В качестве специфической профилактики применяют вакцинацию, которая является самой надежной превентивной мерой. Лица, проживающие в эндемичных районах или въезжающие в них, имеют право на бесплатную вакцинацию. В эндемичных на 2012 год по клещевому энцефалиту регионах проживает примерно половина населения России. В России вакцинация проводится зарубежными (ФСМЕ, Энцепур) или отечественными вакцинами по основной и экстренной схемам. Основная схема (0, 1–3, 9–12 месяцев) проводится с последующей ревакцинацией каждые 3–5 лет. Чтобы сформировать иммунитет к началу эпидсезона, первую дозу вводят осенью, вторую зимой. Экстренная схема (две инъекции с интервалом в 14 дней) применяется для невакцинированных лиц, приезжающих в эндемичные очаги весной-летом. Экстренно провакцинированные лица иммунизируются только на один сезон (иммунитет развивается через 2–3 недели), через 9–12 месяцев им делается 3-й укол.
Случаи заболевания после вакцинации редки и составляют лишь 1–6% от общего числа заболевших с историей вакцинации. Вакцинация высокоэффективна, что подтверждается значительным снижением заболеваемости в странах с высоким охватом вакцинации, например, в Австрии (85-88% населения получили хотя бы одну дозу вакцины). В то же время, страны с низким охватом (Чехия, Швейцария, Словения) наблюдают рост заболеваемости.
Неспецифические меры профилактики сводятся к предупреждению присасывания клещей, а также к их раннему удалению.
- Избегать посещения мест обитания клещей (лесные биотопы с высокой травой, кустарником) в апреле-июле. Энцефалитные клещи нападают, цепляясь за проходящих мимо теплокровных животных и людей, как репейник. Местом для засады жертвы они избирают запачканные потовыми следами теплокровных травинки и веточки в тенистых травянистых местах. С учётом этого в походах следует держаться подальше от троп животных и домашнего скота. На дорожках и широких тропах держаться середины троп, избегая контакта со свешивающейся на тропу растительностью.
- Применять репелленты, содержащие ДЭТА или перметрин.
- Чтобы клещей было легче заметить, предпочтительно надевать светлую одежду: специальную противоэнцефалитную куртку-"энцефалитку" или плотную куртку с капюшоном и длинными рукавами, штаны без дыр и отверстий. Дополнительно обязательно заправлять футболку/рубашку в штаны, а штанины в длинные носки, волосы следует спрятать под капюшон.
- Во время пребывания в лесу рекомендуется регулярно осматривать одежду и контролировать открытые участки кожи (шею, запястья рук). При соблюдении правил носки одежды, указанной пунктом выше, клещи, не снятые с одежды, неизбежно попадают на шею, где их легко обнаружить.
- По возвращении из леса производить осмотр одежды и тела. Поскольку некоторые участки тела недоступны самоосмотру, следует прибегнуть к посторонней помощи для осмотра спины и волосистой части головы.
- Поскольку личиночные формы клещей очень мелки, их можно не заметить на одежде. Во избежание их присасывания одежду рекомендуется простирать в горячей воде.
- При обнаружении присосавшегося клеща его следует немедленно удалить. Чем раньше клещ удалён, тем меньше вероятность заражения. Удалять клеща можно маникюрным пинцетом или нитью, накинув петлю из отрезка нити таким образом, чтобы все конечности оказались снаружи, затянуть. Клещ удаляется раскачивающе-выкручивающими движениями. При удалении приоритетом является предотвращение раздавливания клеща и отрыва тела от головы с хоботком, так как оставшиеся в ране части клеща продолжают создавать угрозу заражения. Ранку можно обработать любым дезинфицирующим раствором (хлоргексидин, раствор йода, спирт и т. п.).

### Экстренная профилактика
В РФ в течение 72 часов после укуса клеща невакцинированным людям вводят внутримышечно специфический иммуноглобулин в дозе 0,1 мл на кг веса пациента, но не более 8 мл раствора. В случае повышенного риска заражения (положительный анализ ПЦР или множественные укусы клещей) иммуноглобулин вводится и вакцинированному пациенту. Иммуноглобулин не вводится при наличии противопоказаний на введение препаратов крови человека.
Спустя 10 дней препарат вводится повторно в количестве 6 мл. Для профилактики могут использоваться препараты эндогенного интерферона и индукторы интерферона: йодантипирин, амиксин, Реаферон-ЕС-липинт.
Эффективность экстренной профилактики специфическим иммуноглобулином нуждается в подтверждении в соответствии с современными требованиями доказательной медицины.
Из группы индукторов интерферона наиболее широко для экстренной профилактики клещевого энцефалита на территории РФ применяют йодантипирин.

## Клиническая картина
Инкубационный период при трансмиссивном пути передачи длится 7–21 день, при алиментарном — 4–7 дней.
Для клинической картины клещевого энцефалита европейского подтипа характерна бифазная лихорадка. Первая фаза длится 2–4 дня, она соответствует виремической фазе. Этот этап сопровождается неспецифической симптоматикой, включая лихорадку, недомогание, дистрофию, боли в мышцах, головную боль, тошноту и/или рвоту. Затем наступает восьмидневная ремиссия, после которой у 20—30 % больных следует вторая фаза, сопровождающаяся поражением центральной нервной системы, включая менингит (лихорадка, сильная головная боль, ригидность мышц шеи) и/или энцефалит (различные нарушения сознания, расстройства чувствительности, моторные нарушения вплоть до паралича).
Для дальневосточного подтипа клещевого энцефалита характерно более бурное течение с более высокой летальностью. Заболевание начинается с резкого повышения температуры тела до 38–39 °C, начинаются сильные головные боли, нарушения сна, тошнота. Через 3–5 дней развивается поражение нервной системы.
Типичным признаком клещевого энцефалита у человека является тремор языка, который наблюдается примерно у 30% пациентов.
В первую фазу лабораторно выявляются лейкопения и тромбоцитопения. Возможно умеренное повышение печеночных ферментов (АЛТ, АСТ) в биохимическом анализе крови. Во вторую фазу обычно наблюдается выраженный лейкоцитоз в крови и спинномозговой жидкости. Вирус клещевого энцефалита может быть обнаружен в крови, начиная с первой фазы заболевания. На практике диагноз подтверждается обнаружением специфических острофазных антител IgM в крови или спинномозговой жидкости, которые выявляются во второй фазе.

## Диагностика
Серологический метод. Материалом являются парные сыворотки больного. Определение диагностического нарастания титра антител в реакциях РТГА (реакция торможения гемагглютинации) и ИФА (иммуноферментный анализ).
Молекулярно-биологический метод. Материалом является клещ. Клеща исследуют на наличие антигена вируса клещевого энцефалита, реже с помощью ПЦР (полимеразно-цепная реакция) выявляют вирусную РНК (клеща). Для исследований на наличие антигена используют живой материал, ПЦР диагностика возможна по фрагментам клеща.
Вирусологический метод. Выделение вируса из крови и спинномозговой жидкости путём введения материала в мозг новорождённым белым мышам.

### Дифференциальная диагностика
Клещевой энцефалит необходимо дифференцировать со следующими заболеваниями:
- опухоли ЦНС
- гнойные процессы головного мозга
- глубокая сосудистая патология головного мозга
- полиомиелит
- менингоэнцефалит различной этиологии
- комы различного генеза
- энцефалиты иного генеза
- сыпной тиф
- грипп
- лептоспироз
- геморрагическая лихорадка с почечным синдромом
- болезнь Лайма

#### Болезнь Лайма
Учитывая тот факт, что в регионах, эндемичных по КЭ, нередко встречается системный клещевой боррелиоз (болезнь Лайма), дифференцировать КЭ приходится с этой болезнью. Следует также учитывать, что возможно и сочетанное заражение как клещевым энцефалитом, так и клещевым боррелиозом в случае заражённости клеща возбудителями обеих инфекций, либо при укусе нескольких клещей.

## Лечение
Способов специфического лечения клещевого энцефалита не существует, в основе лечения лежит поддерживающая терапия. Больные с поражением центральной нервной системы (менингит, энцефалит) нуждаются в госпитализации. В качестве симптоматического лечения часто прибегают к кортикостероидным средствам. В тяжёлых случаях возникает необходимость в интубации трахеи с последующим проведением искусственной вентиляции легких.
В России экстренная профилактика клещевого энцефалита проводится с помощью препаратов иммуноглобулинов, в частности, гомологичного гамма-глобулина, получаемых из плазмы крови доноров. Иммуноглобулины имеют выраженный терапевтический эффект: снижение температуры тела пациента, ослабевание головных болей и менингеальных явлений. Для достижения максимальной эффективности требуется как можно более раннее введение препарата.
В Западной Европе инъекции иммуноглобулинов, содержащие высокие концентрации антител против вируса клещевого энцефалита, не оказали положительного эффекта при использовании для постконтактной профилактики. Этот подход больше не рекомендуется. На 2011 год обзор российского опыта указывал на некоторый защитный эффект раннего постконтактного введения иммуноглобулиновых препаратов.
В течение многих лет постконтактная профилактика (ПКП) проводилась путём применения специфических иммуноглобулинов против клещевого энцефалита. Тем не менее, в контролируемых клинических испытаниях никогда не было доказано, что этот метод эффективен; нет достаточных клинических данных, подтверждающих эффективность введения иммуноглобулинов. Кроме того, было высказано предположение, что применение иммуноглобулинов может ухудшить клиническую картину. Однако доказательства и этой гипотезы слабы. Препараты иммуноглобулина для экстренной профилактики клещевого энцефалита были изъяты с европейского рынка в конце 1990-х, а в России до сих пор используются. В 2010 авторы опубликованного в российском журнале обзора пришли к выводу, что своевременное однократное введение одной дозы (0,05 мл/кг массы тела) иммуноглобулина с титром 1:80 обеспечивает защиту в среднем в 79 % случаев. Увеличение дозы до 0,1 мл/кг или повторное введение иммуноглобулина не обеспечивало дополнительной защиты. Противоречивый опыт относительно воздействия постэкспозиционной иммуноглобулиновой профилактики требует дальнейшего анализа.
В России для детей действуют отдельные стандарты медицинской помощи пациентам с клещевым энцефалитом, и отдельные для взрослых.

## Прогноз
Стойкие неврологические и психиатрические осложнения развиваются у 10—20 % инфицированных лиц. Летальность инфекции составляет 1—2 % для европейского подтипа и 20—25 % для дальневосточного; как правило, смерть наступает в течение 5—7 дней после возникновения неврологических симптомов.
Кроме летальных исходов при клещевом энцефалите высок риск развития отдалённых последствий в виде функциональных психоневрологических расстройств, различной степени выраженности парезов, синдромов очаговых нарушений ЦНС, в том числе органические расстройства личности, эпилептические и эпилептиформные приступы, гиперкинезы, амиотрофические расстройства, контрактуры. Полное выздоровление наступает только у 25—51 % заболевших людей.

### Статистика по числу укусов и заболевших клещевым энцефалитом
| Показатель                                               | 2010    | 2011    | 2012    | 2013    | 2014    | 2015    | 2016    | 2017    |
| -------------------------------------------------------- | ------- | ------- | ------- | ------- | ------- | ------- | ------- | ------- |
| Число регионов России, где отмечены укусы                | 69      | 69      | 73      | 82      | 87      | 82      |         |         |
| Число обратившихся по поводу укуса клеща, чел.           | 455 000 | 570 000 | 510 267 | 410 000 | 440 000 | 536 756 | 467 965 | 508 123 |
| Клещевой энцефалит зафиксирован, чел.                    | 3094    | 3527    | 2503    | 1981    | 1978    | 2308    | 2035    | 1910    |
| Процент заразившихся КЭ от общего числа укушенных        | 0,68 %  | 0,61 %  | 0,49 %  | 0,48 %  | 0,44 %  | 0,42 %  | 0,43 %  | 0,37 %  |
| Процент привитых от клещевого энцефалита среди укушенных | 9 %     | 9,6 %   | 5,3 %   | 6,2 %   | 8,4 %   | 7,1 %   |         |         |

### Российская Федерация, показатели клещевых инфекций
| Показатель                                                 | 2010    | 2011    | 2012    | 2013    | 2014    | 2015    | 2016    | 2017    |
| ---------------------------------------------------------- | ------- | ------- | ------- | ------- | ------- | ------- | ------- | ------- |
| Число обратившихся после укуса клеща                       | 455 000 | 570 000 | 510 267 | 410 000 | 440 000 | 536 756 | 467 965 | 508 123 |
| Боррелиоз выявлен чел.                                     |         | 9957    | 8350    | 7000    |         | 7359    | 6103    | 6141    |
| Процент заразившихся боррелиозом от общего числа укушенных |         | 1,74 %  | 1,63 %  | 1,7 %   |         | 1,37 %  | 1,3 %   | 1,2 %   |
| Летальный исход                                            |         | 34      | 37      | 28      | 23      | 24      | 30      |         |
| Отдалённые последствия (инвалидизация)                     |         |         |         |         |         |         |         |         |